# Lliga ACB 2017-2018
La temporada 2017/18 de la lliga ACB de bàsquet començà el 29 de setembre de 2017 i acabà el mes de juny amb la final dels play-off.

## Equips participants
| Equip                      | Ciutat                     | Patrocinador           | Entrenador                             | Pista                                     | Aforament |
| -------------------------- | -------------------------- | ---------------------- | -------------------------------------- | ----------------------------------------- | --------- |
| Real Madrid CF             | Madrid                     | —                      | Pablo Laso                             | Palau d'Esports de la Comunitat de Madrid | 15.000    |
| Saski Baskonia             | Vitòria                    | Kirolbet               | Pablo Prigioni Pedro Martínez          | Fernando Buesa Arena                      | 15.716    |
| FC Barcelona               | Barcelona                  | Lassa                  | Sito Alonso Svetislav Pesic            | Palau Blaugrana                           | 7.585     |
| València Basket            | València                   | —                      | Txus Vidorreta                         | Pavelló Font de Sant Lluís                | 9.000     |
| CB Málaga                  | Màlaga                     | Unicaja                | Joan Plaza                             | Martín Carpena                            | 11.000    |
| CB Gran Canaria            | Las Palmas de Gran Canaria | Herbalife              | Luis Casimiro                          | Gran Canaria Arena                        | 11.500    |
| BC Andorra                 | Andorra la Vella           | MoraBanc               | Joan Peñarroya                         | Pavelló Joan Alay                         | 5.000     |
| CB Canarias                | Tenerife                   | Iberostar              | Nenad Markovic Fotis Katsikaris        | Pavelló Insular Santiago Martín           | 5.100     |
| CB Murcia                  | Múrcia                     | UCAM                   | Ibon Navarro                           | Palacio Municipal de Deportes             | 7.454     |
| Baloncesto Fuenlabrada     | Fuenlabrada                | Montakit               | Néstor García                          | Pabellón Fernando Martín                  | 5.700     |
| CB Estudiantes             | Madrid                     | Movistar               | Salva Maldonado                        | Palau d'Esports de la Comunitat de Madrid | 15.000    |
| San Sebastián Guipuzkoa BC | Sant Sebastià              | Delteco                | Porfi Fisac                            | Donostia Arena 2016                       | 11.000    |
| Obradoiro CAB              | Santiago de Compostel·la   | Monbus                 | Moncho Fernández                       | Multiusos Fontes do Sar                   | 5.500     |
| CB Miraflores              | Burgos                     | San Pablo Inmobiliaria | Diego Epifanio                         | Polideportivo El Plantío                  | 2.500     |
| Joventut Badalona          | Badalona                   | Divina Seguros         | Diego Ocampo Carles Duran              | Pavelló Olímpic de Badalona               | 12.500    |
| Basket Zaragoza            | Saragossa                  | Tecnyconta             | Txemi Urtasun Pep Cargol               | Pabellón Príncipe Felipe                  | 10.744    |
| CB Bilbao Berri            | Bilbao                     | RETAbet                | Carles Duran Veljko Mrsic Jaka Lakovic | Bilbao Arena                              | 8.500     |
| CB Sevilla                 | Sevilla                    | Energía Plus           | Óscar Quintana Javier Carrasco         | Palacio Municipal San Pablo               | 7.626     |

## Lliga regular
| Pos | Equip                   | J  | G  | P  | PF   | PC   |
| --- | ----------------------- | -- | -- | -- | ---- | ---- |
| 1   | Real Madrid CF          | 34 | 30 | 4  | 3052 | 2678 |
| 2   | Kirolbet Baskonia       | 34 | 25 | 9  | 2946 | 2668 |
| 3   | FC Barcelona Lassa      | 34 | 24 | 10 | 3030 | 2691 |
| 4   | València Basket         | 34 | 22 | 12 | 2809 | 2582 |
| 5   | Herbalife Gran Canaria  | 34 | 20 | 14 | 2851 | 2780 |
| 6   | MoraBanc Andorra        | 34 | 19 | 15 | 2898 | 2787 |
| 7   | Unicaja Málaga          | 34 | 19 | 15 | 2778 | 2631 |
| 8   | Iberostar Tenerife      | 34 | 19 | 15 | 2684 | 2614 |
| 9   | Montakit Fuenlabrada    | 34 | 17 | 17 | 2641 | 2806 |
| 10  | UCAM Murcia             | 34 | 17 | 17 | 2624 | 2589 |
| 11  | Movistar Estudiantes    | 34 | 17 | 17 | 2861 | 2892 |
| 12  | Monbus Obradoiro        | 34 | 14 | 20 | 2650 | 2742 |
| 13  | Delteco GBC             | 34 | 13 | 21 | 2742 | 2854 |
| 14  | San Pablo Burgos        | 34 | 13 | 21 | 2775 | 2961 |
| 15  | Divina Seguros Joventut | 34 | 12 | 22 | 2709 | 2831 |
| 16  | Tecnyconta Zaragoza     | 34 | 10 | 24 | 2780 | 3006 |
| 17  | RETAbet Bilbao Basket   | 34 | 8  | 26 | 2592 | 2843 |
| 18  | Real Betis Energía Plus | 34 | 7  | 27 | 2629 | 3096 |

## Equip de la temporada
L'equip de la temporada s'escull mitjançant una votació entre aficionats, mitjans de comunicació, jugadors i entrenadors de la lliga.
| Posició    | Jugador           | Equip               |
| ---------- | ----------------- | ------------------- |
| Base       | Luka Dončić       | Reial Madrid        |
| Escorta    | Gary Neal         | Tecnyconta Zaragoza |
| Aler       | Sylven Landesberg | CB Estudiantes      |
| Aler pivot | Tornike Shengelia | Kirolbet Baskonia   |
| Pivot      | Henk Norel        | Delteco GBC         |
| Entrenador | Pablo Laso        | Reial Madrid        |

## Jugador del mes
A més del jugador de la setmana/jornada també s'escull el jugador de cada mes de competició.
| Mes      | Jornades | Jugador           | Equip                   | Valoració |
| -------- | -------- | ----------------- | ----------------------- | --------- |
| Octubre  | 1-6      | Henk Norel        | Delteco GBC             | 24,2      |
| Novembre | 7-9      | Gary Neal         | Tecnyconta Zaragoza     | 22,0      |
| Desembre | 10-14    | Luka Doncic       | Real Madrid CF          | 24,0      |
| Gener    | 15-18    | Clevin Hannah     | UCAM Murcia             | 21,0      |
| Febrer   | 19-20    | Gary Neal         | Tecnyconta Zaragoza     | 39,0      |
| Març     | 21-24    | Ante Tomić        | FC Barcelona Lassa      | 23,8      |
| Abril    | 25-30    | Gary Neal         | Tecnyconta Zaragoza     | 23,8      |
| Maig     | 31-34    | Nico Laprovittola | Divina Seguros Joventut | 22,0      |

## Playoffs
|  | Quarts de final | Quarts de final        | Quarts de final        | Quarts de final | Quarts de final |    |                   | Semifinals         | Semifinals | Semifinals | Semifinals | Semifinals | Semifinals | Semifinals |  |   | Final          | Final | Final | Final | Final | Final | Final |
|  |                 |                        |                        |                 |                 |    |                   |                    |            |            |            |            |            |            |  |   |                |       |       |       |       |       |       |
|  | 1               | Real Madrid CF         | 83                     | 84              |                 |    |                   |                    |            |            |            |            |            |            |  |   |                |       |       |       |       |       |       |
|  | 8               | Iberostar Tenerife     | 73                     | 75              |                 |    |                   |                    |            |            |            |            |            |            |  |   |                |       |       |       |       |       |       |
|  | 8               | Iberostar Tenerife     | 73                     | 75              |                 | 1  | Real Madrid CF    | 88                 | 92         | 99         |            |            |            |            |  |   |                |       |       |       |       |       |       |
|  |                 |                        |                        |                 |                 | 1  | Real Madrid CF    | 88                 | 92         | 99         |            |            |            |            |  |   |                |       |       |       |       |       |       |
|  |                 | 5                      | Herbalife Gran Canaria | 70              | 83              | 92 |                   |                    |            |            |            |            |            |            |  |   |                |       |       |       |       |       |       |
|  | 4               | 5                      | Herbalife Gran Canaria | 70              | 83              | 92 | València Basket   | 71                 | 70         | 89         |            |            |            |            |  |   |                |       |       |       |       |       |       |
|  | 4               |                        |                        |                 |                 |    | València Basket   | 71                 | 70         | 89         |            |            |            |            |  |   |                |       |       |       |       |       |       |
|  | 5               | Herbalife Gran Canaria | 56                     | 97              | 92              |    |                   |                    |            |            |            |            |            |            |  |   |                |       |       |       |       |       |       |
|  |                 |                        |                        |                 |                 |    |                   |                    |            |            |            |            |            |            |  | 1 | Real Madrid CF | 90    | 98    | 83    | 96    |       |       |
|  |                 | 2                      | Kirolbet Baskonia      | 94              | 91              | 78 | 85                |                    |            |            |            |            |            |            |  |   |                |       |       |       |       |       |       |
|  | 2               | Kirolbet Baskonia      | 87                     | 80              |                 |    |                   |                    |            |            |            |            |            |            |  |   |                |       |       |       |       |       |       |
|  | 7               | Unicaja Málaga         | 70                     | 64              |                 |    |                   |                    |            |            |            |            |            |            |  |   |                |       |       |       |       |       |       |
|  | 7               | Unicaja Málaga         | 70                     | 64              |                 | 2  | Kirolbet Baskonia | 86                 | 85         | 65         | 88         |            |            |            |  |   |                |       |       |       |       |       |       |
|  |                 |                        |                        |                 |                 | 2  | Kirolbet Baskonia | 86                 | 85         | 65         | 88         |            |            |            |  |   |                |       |       |       |       |       |       |
|  |                 | 3                      | FC Barcelona Lassa     | 61              | 79              | 67 | 82                |                    |            |            |            |            |            |            |  |   |                |       |       |       |       |       |       |
|  | 3               | 3                      | FC Barcelona Lassa     | 61              | 79              | 67 | 82                | FC Barcelona Lassa | 76         | 85         | 91         |            |            |            |  |   |                |       |       |       |       |       |       |
|  | 3               |                        |                        |                 |                 |    |                   | FC Barcelona Lassa | 76         | 85         | 91         |            |            |            |  |   |                |       |       |       |       |       |       |
|  | 6               | MoraBanc Andorra       | 94                     | 81              | 71              |    |                   |                    |            |            |            |            |            |            |  |   |                |       |       |       |       |       |       |
|  |                 |                        |                        |                 |                 |    |                   |                    |            |            |            |            |            |            |  |   |                |       |       |       |       |       |       |

## Classificació Final
| Pos | Equip                       | PJ | G  | P  | PF   | PC   | DP   | Classificació o descens          |
| --- | --------------------------- | -- | -- | -- | ---- | ---- | ---- | -------------------------------- |
| 1   | Reial Madrid (C)            | 34 | 30 | 4  | 3052 | 2678 | +374 | Qualificació a Eurolliga         |
| 2   | Kirolbet Baskonia           | 34 | 25 | 9  | 2946 | 2668 | +278 | Qualificació a Eurolliga         |
| 3   | FC Barcelona Lassa          | 34 | 24 | 10 | 3030 | 2691 | +339 | Qualificació a Eurolliga         |
| 4   | Valencia Basket             | 34 | 22 | 12 | 2809 | 2582 | +227 | Qualificació a Eurolliga         |
| 5   | Herbalife Gran Canaria      | 34 | 20 | 14 | 2851 | 2780 | +71  | Qualificació a ULEB EuroCup      |
| 6   | MoraBanc Andorra            | 34 | 19 | 15 | 2898 | 2787 | +111 | Qualificació a ULEB EuroCup      |
| 7   | Unicaja                     | 34 | 19 | 15 | 2778 | 2631 | +147 | Qualificació a ULEB EuroCup      |
| 8   | Iberostar Tenerife          | 34 | 19 | 15 | 2684 | 2614 | +70  | Qualificació a Lliga de Campions |
| 9   | Montakit Fuenlabrada        | 34 | 17 | 17 | 2641 | 2806 | −165 | Qualificació a Lliga de Campions |
| 10  | UCAM Murcia                 | 34 | 17 | 17 | 2624 | 2589 | +35  | Qualificació a Lliga de Campions |
| 11  | Movistar Estudiantes        | 34 | 17 | 17 | 2861 | 2892 | −31  | Qualificació a Lliga de Campions |
| 12  | Monbus Obradoiro            | 34 | 14 | 20 | 2650 | 2742 | −92  |                                  |
| 13  | Delteco GBC                 | 34 | 13 | 21 | 2742 | 2854 | −112 |                                  |
| 14  | San Pablo Burgos            | 34 | 13 | 21 | 2775 | 2961 | −186 |                                  |
| 15  | Divina Seguros Joventut     | 34 | 12 | 22 | 2709 | 2831 | −122 |                                  |
| 16  | Tecnyconta Zaragoza         | 34 | 10 | 24 | 2780 | 3006 | −226 |                                  |
| 17  | RETAbet Bilbao Basket (R)   | 34 | 8  | 26 | 2592 | 2843 | −251 | Descens a Lliga LEB              |
| 18  | Real Betis Energía Plus (R) | 34 | 7  | 27 | 2629 | 3096 | −467 | Descens a Lliga LEB              |